# 요코즈나 목록

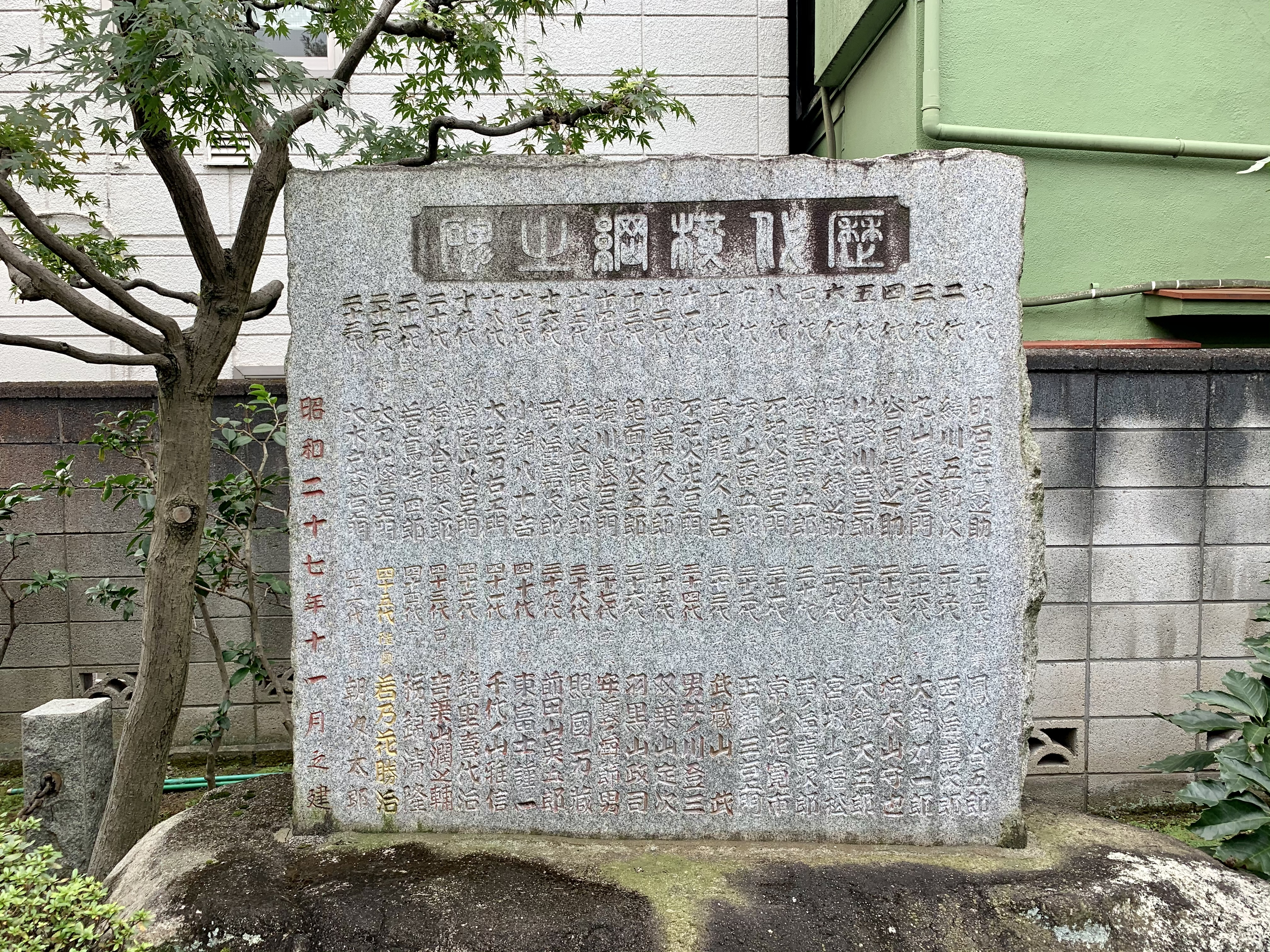
노미노스쿠네 신사에 있는 역대 요코즈나의 비석 (초대 - 46대)

요코즈나 목록(일본어: 横綱一覧 よこづないちらん[*])은 스모 역대 요코즈나 목록이다. 

## 현역 요코즈나

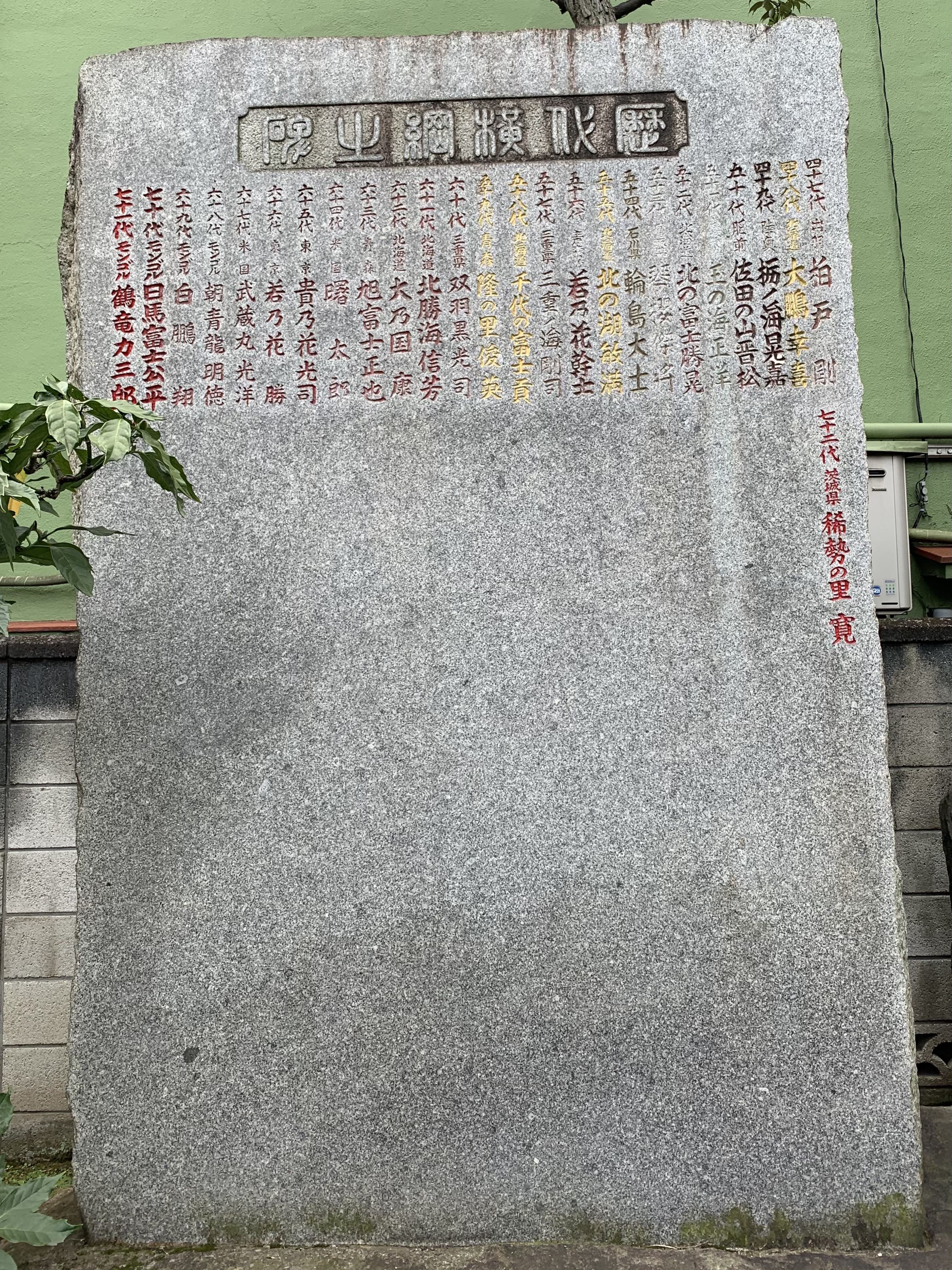
노미노스쿠네 신사에 있는 역대 요코즈나 비석 (47대 -)

| 대 | 사진 | 시코나                        | 생년월일         | 첫 도효    | 요코즈나 승격 | 우승 | 소속           | 출신 |
| -- | ---- | ----------------------------- | ---------------- | ---------- | ------------- | ---- | -------------- | ---- |
| 73 |      | 데루노후지 하루오照ノ富士春雄 | 1991년 11월 29일 | 2011년 5월 | 2021년 9월    | 7회  | 이세가하마베야 | 몽골 |

## 역대 요코즈나
- 시코나/읽는 법의 칸의 굵은 글씨는 우승 20회 이상의 요코즈나를 나타낸다
- 우승 칸은 마쿠우치 우승 횟수를 나타낸다. 다만, 23대 오오키도 이전의 "우승"은 마쿠우치 최고 성적 (우승 상당)의 횟수 (히타치야마, 타치야마는 우승 상당과 마쿠우치 최고 우승의 합계. 또 35대 후타바야마 이전의 시대는 연 2바쇼제.
- 연승 칸은 각 요코즈나의 마쿠우치 내 최장 연승 기록.
- 승률 칸은 각 요코즈나의 마쿠우치 승률 기재.

## 같이 보기
- 스모 선수 목록
- 홋카이도 출신 요코즈나 목록
- 아오모리현 출신 요코즈나 목록
- 오오제키 목록
- 세키와케 목록
- 코무스비 목록
- 요코즈나 리키시비